# طرق فصل المركبات العضوية

## البلوَرة
هي عملية تشكل البلورات ونموها من محلول أو مصهور أو وسط غازي وهي إحدى أهم الطرق المستخدمة في تنقية المركبات العضوية الصلبة، وتقوم طريقة التنقية هذه على اختلاف انحلال المواد العضوية في المحلات المختلفة وعندما تكون الشوائب أكثر انحلالاً في المحل المستخدم من المركب العضوي فلا يشكل فصل المركب المرغوب به أي تعقيدات فهو يتبلور من المحلول المشبع الساخن أما الشوائب فتبقى منحلة في المحلول البارد الذي يعرف باسم المحلول الأم. وبسبب تباين سرعات البلورة غالباً مايتم الفصل الكامل للمادة النقية نسبيا بعد عدة ساعات أو عدة أيام ويمكن بتركيز المحلول الأم زيادة المردود أو في بعض الحالات فصل الشوائب، ويمكن في كثير من الأحيان الحصول على المركب النقي فقط بعد عدة بلورات متكررة من محلات مختلفة.
ويعد استخدام المحل المناسب في عملية البلورة في غاية الأهمية ومن أكثر المحلات استخداماً: الماء والأغوال والأستون والإتر والبنزن و الكلوروفورم، ويمكن أن تتم البلورة المتكررة باستعمال مزائج من محلات مختلفة كالأغوال أو الأستون مع الماء.

## التقطير
وهو عملية تسخين السوائل حتى الغليان والاستمرار في التسخين كي تنطلق الأبخرة ثم تكثيف الأبخرة بعد ذلك ويستعمل التقطير بشكل واسع في:
1. تنقية المركبات العضوية من شوائبها أو فصلها من مزائجها ويعرف عندئذ بالتقطير العادي الذي يمكن أن يتم تحت الضغط الجوي العادي إذا ما تميز السائل المقطر بنقطة غليان ثابتة كما يمكن أن يتم تحت ضغط منخفض أو تحت فراغ عال في حالة السوائل ذات درجات الغليان المرتفعة أو التي تتفكك بسرعة بالتسخين.
2. فصل المزائج السائلة إلى مكوناتها ويعتمد التقطير عندئذ على اختلاف درجات غليان هذه المكونات وكلما كبر الفرق بين نقاط غليانها سهل فصلها ويعرف التقطير في هذه الحالة بالتقطير المجزأ، أما السوائل التي تشكل مزائج متغالية أي التي نغلي في درجة حرارة ثابتة فلا يفيد التقطير في فصلها.

## الجرف بالبخار
وهو طريقة تنقية تستخدم بشكل واسع مخبريا وصناعيا في تنقية المركبات العضوية وتعتمد في الحقيقة على أن الكثير من المركبات العضوية غير المنحلة عمليا في الماء والتي تغلي في درجات حرارة أعلى بكثير من درجة غليانه تتطاير مع بخار الماء عند مرور تياره فيها، وبسبب عدم انحلال المادة العضوية في الماء يكون لكل من المادة والماء ضغط بخار مشبع مستقل عن الآخر ويبدأ الغليان عندما يصبح مجموع الضغطين الجزئيين للبخار المشبع لمكوني الخليط مساويا للضغط الجوي الخارجي المطبق عليه، وأما المواد التي تتطاير بصعوبة جدا فيمكن تنقيتها بجرفها بتيار من البخار فوق المسخن.

## التصعيد
هو تحويل المواد الصلبة إلى بخار ثم تكثيف هذا البخار إلى الحالة الصلبة دون المرور بالحالة السائلة ر، وتستعمل هذه الطريقة في التنقية عندما تتميز المادة بضآلة انحلالها أو بعدم إمكان تنقيتها بالبلورة المتكررة وتستخدم كذلك في فصل المركبات الصعبة التبلور وتنقيتها ويكون إجراء التصعيد في أحسن حالاته تحت فراغ عال وهو يستخدم في تنقية بلاماء حمض الفتاليك و الأليزارين وضروب الكينون والفحوم الهيدروجينية المرتفعة درجة الغليان.

## الكروماتغرافية (الاستشراب)
مجموعة من الطرائق الفيزيائية والكيميائية المستخدمة في فصل المركبات العضوية وتنقيتها اكتشفها تسفت Tswett عام 1960 وقد تمكن باستخدامها من فصل مواد ذات بنى معقدة سهلة التبدل وتنقيتها كان قد تعذر فصلها وتنقيتها بالطرائق الأخرى كالأصبغة، وطور كون R.Kuhn هذه الطريقة عام 1931 ولقيت بفضل فعاليتها انتشارا كبيرا في مختلف مجالات الكيمياء، وتعتمد في فصل مزائج المركبات على اختلاف ارتباط كل من مكوناتها مع جسم ماز ويتم فصل هذه المكونات بمحل مناسب ينساب خلالها مشكلا الطور المتحرك خلال طبقة الجسم الماز الذي يشكل عادة الطور الثابت ونتيجة لاختلاف عامل توزع كل من مكونات المزيج بين الطورين المتحرك والثابت تتحرك هذه المكونات في طبقة الماز بسرع مختلفة مما يؤدي إلى ظهور مناطق مستقلة خاصة بمكونات المزيج على طول طبقة الماز.